# 2121-es mellékút (Magyarország)
A 2121-es számú mellékút egy körülbelül 2 kilométeres hosszúságú, négy számjegyű mellékút Nógrád vármegye északi részén. Tulajdonképpen Őrhalom egyik belső útja, de könnyíti a közlekedést a település és Patvarc, illetve Nógrádmarcal között is.

## Nyomvonala
Őrhalom területén ágazik ki, majdnem pontosan északi irányban a 2119-es útból, amely itt nagyjából kelet-délkeleti irányban halad és a 6,2 kilométerszelvénye körül jár. Őrhalom legnyugatibb házainál, majdnem pontosan 2 kilométer megtétele után torkollik be a 22-es főútba, kevéssel annak 29. kilométere után; utolsó méterein előtte még keresztezi az Aszód–Balassagyarmat–Ipolytarnóc-vasútvonalat.